# Iglesia de Nuestra Señora del Rosario (Detroit)
La Iglesia de Nuestra Señora del Rosario (en inglés, Our Lady of the Rosary Church) está ubicada en 5930 Avenida Woodward en Detroit, Míchigan. Originalmente fue construida como Iglesia Episcopal de San José, de 1893 a 1896, y es un complejo histórico de iglesias del Neorrománico. Fue agregado al Registro Nacional de Lugares Históricos el 3 de agosto de 1982.

## Historia
El edificio original de este complejo, la capilla de San José, fue construido en la esquina de Woodward y Medbury (ahora la unidad de servicio Edsel Ford). La capilla, consagrada en 1884, pronto resultó ser demasiado pequeña, y se erigió una iglesia más grande, terminada en 1896, frente a Woodward.
En 1906, la congregación de San José se fusionó con la de la cercana Catedral de San Pablo. El edificio de San José fue vendido al sacerdote Francis J. VanAntwerp en 1907, y se estableció la Iglesia de Nuestra Señora del Rosario. La nueva congregación alteró parte de la estructura del edificio, extendiendo la nave y agregando una estatua dorada de gran tamaño de María sobre el techo a cuatro aguas de la torre sur.

## Arquitectura
La iglesia, construida entre 1893 y 1896, es una enorme estructura neorrománica de piedra arenisca con techo a dos aguas y fachada de roca. Esta está flanqueada por dos torres: una alta, cuadrada y con techo piramidal al sur, y otra redonda con techo cónico al norte. A estas se accede a través de un vestíbulo de un piso coronado por un gran rosetón. Fue diseñada por el estudio de arquitectura Malcomson and Higginbotham, compuesto por William G. Malcomson & William E. Higginbotham.